# Moros i Cristians de Sant Vicent del Raspeig
Les festes de Moros i cristians de Sant Vicent del Raspeig se celebren des del dimarts següent al diumenge de resurrecció fins al dimarts de la propera setmana, en honor del patró Sant Vicent Ferrer. Van ser declarades d'Interés Turístic Provincial el 2007.

## Història
Durant la setmana després de Setmana Santa se celebren les Festes Patronals i de Moros i Cristians en honor de Sant Vicent Ferrer a Sant Vicent del Raspeig. Les festes patronals són tan antigues com quasi la història de la població i el seu origen, pel que sembla, sorgeix de la devoció al sant valencià Sant Vicent Ferrer, que es creu que va predicar a principis del segle XV en l'aleshores lloc del Raspeig, espai que hui ocupa l'actual població.
L'any 1975, van participar per primera vegada a les festes patronals tres filades denominades Moros Nous, Moros Vells i Moros Zulús. Va ser l'inici d'una nova tradició al poble, a partir d'una celebració ja estesa per poblacions del voltant. La iniciativa va ser secundada i, a partir del segon any, sota la denominació de comparses, va incrementar-se el nombre d'aquestes associacions (Pirates, Contrabandistes, Cristians, Zíngars, Fills d'Àfrica, Maseros, Marroquins, Tuareg, Abassires, Nòmades, i Pacos), la majoria de les quals han perdurat.
El nombre de comparses va concloure amb la creació d'Estudiants, Visigots, Benimerins i Negres Cavall Boig (ja en la dècada de 1990), de manera que més de 2.000 persones participen en la desfilada.
Les festes es regeixen pels estatuts de la federació Unió de Comparses Ber-Llargues, entitat que representa totes les comparses i dirigeix la celebració dels actes (desfilades o entrades, ambaixades, etc.).
L'entrada cristiana és el dissabte i la mora, el diumenge.

## Comparses[7]
A les festes de moros i cristians de Sant Vicent del Raspeig hi participen actualment al voltant de 3.000 festers, que es distribueixen entre 20 comparses, 10 cristianes i 10 mores.

### Bàndol moro
Pacos, Tuareg, Marroc's, Abbasires, Benimerins, Negres Filà Cavall Boig, Negres Zulús, Moros vells, Moros nous i Almoràvits.

### Bàndol cristià
Visigots, Àsturs, Cristians, Contrabandistes, Maseros, Nòmades, Cavallers Templers, Estudiants, Almogàvers i Navarresos.